# Tatra T5B6
Tatra T5B6 је тип чехословачког трамваја произведеног 1976. године у фабрици ЧКД Татра. Тај је тип наследник трамваја типа Т3SU произведених за Совјетски Савез, а оба прототипа су остављени у Мосту. Тамо је први прототип историјски возило, а други је демонтиран.

## Историја возила
Прототип трамваја Tatra T3 је направљен 1961. године. Након прототипа је почела серијска производња, а од 1963. године су ти трамваји и у иностраној верзији Т3SU су дошли до градова Совјетског Савеза. Као наследник типа Т3 су пројектовани трамваји Т5, но са другачијим дизајном и управљањем. По даљим изменама су направљена 2 прототипа трамваја T5B6 који је требало да буду извезени у Совјетски Савез.

## Конструкција
Tatra T5B6 је једносмерни четвероосовински трамвај. Трамвај је опремљен са моторима ТЕ 023 А1 са снагом 77 kW (постоји извор да су трамваји имали моторе ТЕ 022 H јачине 44,5 kW Два мотора у постољима су спојена паралелно у две групе. Трамвај је опремљен тиристорском опремом ТV2, који додава кочење са повратком електричне енергије у контактну мрежу. Трамвај има отпорнике на крову возила. Струја са контактне мреже се узима пантографом.
Каросерију, за разлику од претходника (Т3) је дизајнирао дизајнер Иван Линхарт. На десној страни возила се налазе три четверокрилни врата. Возачка кабина је потпуно затворена од путничког простора. У трамвају су кожна седишта распоређена 1+2.

## Продавање и саобраћај трамваја Т5B6
Два прототипа трамваја Т5B6 (и једини трамваји тог типа) су довршена 1976. године. Означени су бројевима 8009 и 8010 који су били тадашњи бројеви прототипа. Трамваји су првобитно испробавани у Прагу, али због ширине (2600 мм, а у Прагу је највећа ширина 2500 мм) пробе се нису могле довршити, а трамваји су послани у Мост, Чешка. Трамвај је возио на линији брзог трамваја. 1978. године су оба прототипа послани у Твер (тада Калињин) у данашњу Русију. Тамо није био успешан, па је враћен произвођачу.
Заинтересован за трамваје је био превозник Моста и Литвинова. Оба трамваја су купљена 1979. и 1980. године те су нормално возила. Први прототип је означен 272 (Праг 8009) и 273 (Праг 8010). Трамваји су могли возити само на траси Мост-Литвинов, трамваји су возили на линији 2 између главног колодвора и Велебудице.
Саобраћај возила 272 је завршен 1990. године, а служио је као извор делова за други трамвај, а затим је изрезан. Возило 273 је завршио са саобраћајом 1993. године и сачуван је као "Најмлађи музејски трамвај Чешке Републике." Трамвај је коришћен на годишњицама јавног превоза и посебне вожње. 2001. године је трамвај генерално поправљен у оригинално стање због приказа историји.

## Историјска возила
| Град            | Гаражни број | Компанија | Тип  | Година производње | Историјски од |
| --------------- | ------------ | --------- | ---- | ----------------- | ------------- |
| Мост и Литвинов | 273          | ДПмМЛ     | T5B6 | 1974.             | 1993.         |